# Naiste Meistriliiga 2015
Die Naiste Meistriliiga 2015 ist die 20. Spielzeit der höchsten estnischen Fußball-Spielklasse der Frauen, der Naiste Meistriliiga. Wieder neu dabei ist das Team von JK Tallinna Kalev.
| Team                | Stadt   | Stadion                             |
| ------------------- | ------- | ----------------------------------- |
| FC Flora Tallinn    | Tallinn | A. Le Coq Arena I muru              |
| FC Levadia Tallinn  | Tallinn | Maarjamäe kompleksi kunstmuruväljak |
| JK Nõmme Kalju      | Tallinn | Hiiu Stadion                        |
| Pärnu JK            | Pärnu   | Pärnu Raeküla Stadion               |
| SK 10 Premium Tartu | Tartu   | Tamme Staadion                      |
| JK Tammeka Tartu    | Tartu   | Tamme Staadion                      |
| JK Tallinna Kalev   | Tallinn |                                     |